# Църква и живот
„Църква и живот“ (на сръбски: „Црква и живот“) е сръбско списание, издавано на кирилица в Скопие от 1922 до 1929 година.
Подзаглавието е Поучително религиозно-популярно списание (Поучни религиозно-популарни часопис). Директори са Велимир Антониевич и Божидар Николич. Печата се в печатница „Стара Сърбия“. От брой 11/12 (1923) Николич е управник от името на Православното църковно-просветно братство на Скопската епархия. От брой 1/2 (1927) управник от името на братството е Бранислав Джорджевич. От брой 5 (1927) редактор е Михайло В. Пешич, отговорен редактор Бранислав Джорджевич. От брой 5 (1927) списанието става месечно. От брой 12 (1927) се печата в печатница „Крайни чанац“, от брой 1/2 (1928) отново в „Стара Србија“, от брой 1/2 (1929)в „Јужна Србија“.